# Astrothorax
Genre
Astrothorax est un genre d'ophiures (échinodermes) de la famille des Gorgonocephalidae.

## Liste des espèces
Selon World Register of Marine Species (15 janvier 2016) :
- Astrothorax balinensis Mortensen, 1933 -- Indonésie
- Astrothorax liberator Koehler, 1930 -- Région indonésienne
- Astrothorax misakiensis Döderlein, 1911 -- Pacifique ouest
- Astrothorax tesselata Mortensen, 1933 -- Indo-Pacifique
- Astrothorax waitei (Benham, 1909) -- Sud-Ouest de l'Australie et de l'Afrique

Astrothorax balinensis
Astrothorax liberator
Astrothorax tesselata
Astrotoma waitei